# 2 Gwardyjska Armia Pancerna

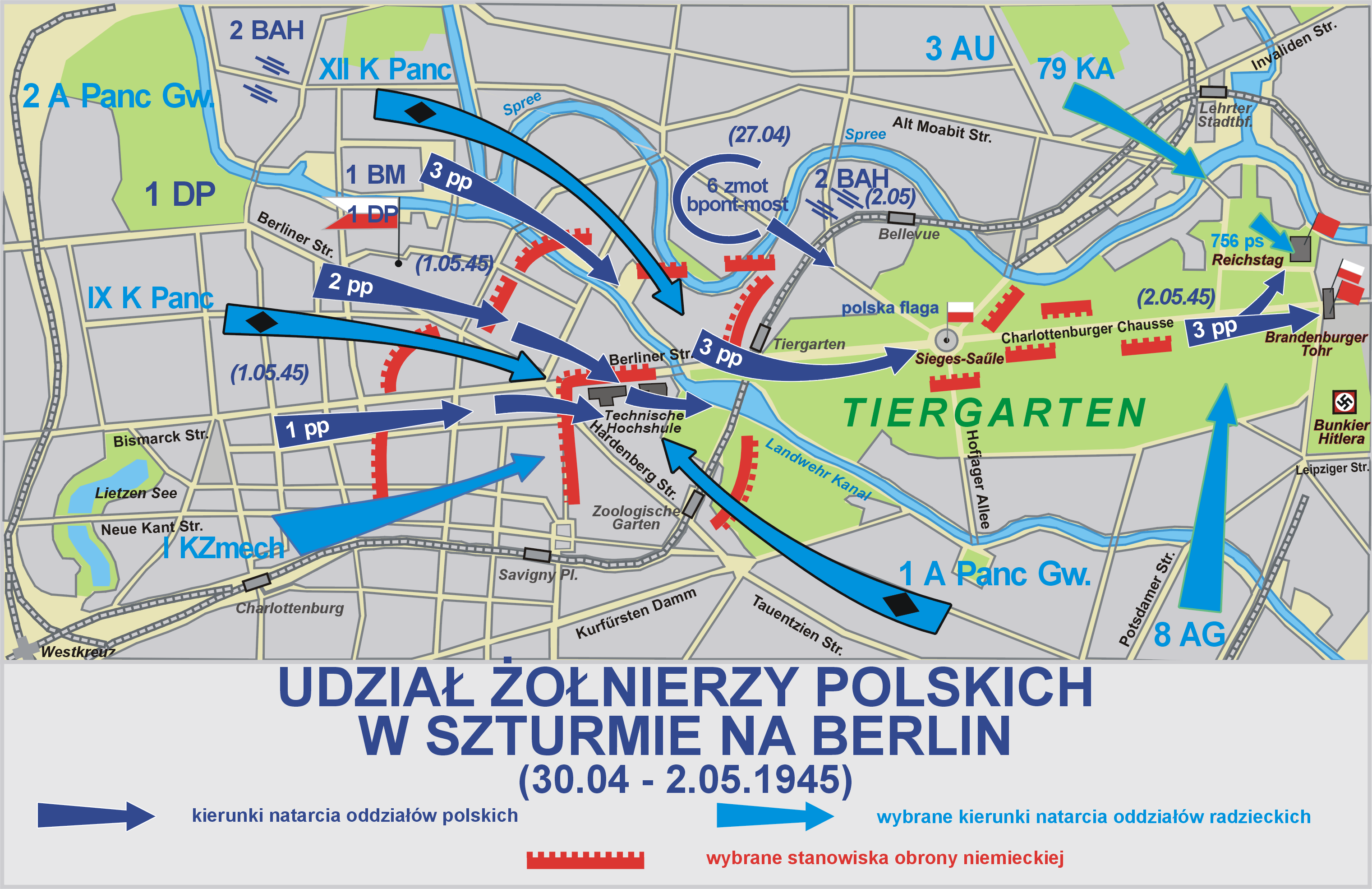
Armia brała udział w szturmie na Berlin

2 Gwardyjska Armia Pancerna (ros. 2-я гвардейская танковая армия) – związek operacyjny Armii Czerwonej, Armii Radzieckiej i Sił Zbrojnych Federacji Rosyjskiej.

## Historia
W dniu 20 listopada 1944 roku 2 Armia Pancerna otrzymała nazwę 2 Gwardyjskiej Armii Pancernej. Wchodziła w skład 1 Frontu Białoruskiego.
Wspólnie z ludowym Wojskiem Polskim uczestniczyła w rozbiciu zgrupowania wojsk niemieckich w rejonie Trzebiatowa. Następnie brała udział w walkach o Berlin. Przez pewien czas w jej skład wchodził polski 
6 Batalion Pontonowo-Mostowy.

## Dowództwo armii
Dowódcy:
- gen. płk Siemion Bogdanow[5],
- gen. por. Aleksiej Radzijewski (dowodził w czasie nieobecności Bogdanowa z powodu odniesionych ran w walkach o Lublin)

Członkowie Rady Wojennej:
- gen. mjr Piotr Łatyszew

Szefowie sztabu:
- gen. por. Aleksiej Radzijewski[6]

## Struktura organizacyjna
Skład w czasie II wojny światowej
- 1 Gwardyjski Korpus Zmechanizowany
- 3 Korpus Pancerny (20.11.1944 przemianowany na 9 Gwardyjski Korpus Pancerny) – gen. mjr wojsk panc. Nikołaj Wiedieniiejew
- 2 Korpus Pancerny (przemianowany na 8 Gwardyjski Korpus Pancerny (od 19 września 1943) – gen. por. wojsk panc. Aleksiej Popow
- 16 Korpus Pancerny (przemianowany na 12 Gwardyjski Korpus Pancerny) – gen. mjr wojsk panc. Iwan Dubowoj[6]

Skład w 1990
- dowództwo i sztab - Furstenberg
- 16 Gwardyjska Humańska Dywizja Pancerna - Neusterlitz
- 21 Tarnogrodzka Dywizja Zmechanizowana‎ - Perleberg
- 94 Gwardyjska Zwienigorodzko-Berlińska Dywizja Zmechanizowana - Schwerin
- 207 Pomorska Dywizja Zmechanizowana - Stendal

Jednostki podporządkowania armijnego:
- 112 Gwardyjska Noworosyjska Brygada Rakiet Operacyjno-Taktycznych - Gerz Rode
- 458 Brygada Rakiet Operacyjno-Taktycznych - Neusterlitz
- 290 Brygada Artylerii - Schwainrich;
- 61 Brygada Rakiet Przeciwlotniczych - Shtats;
- 480 Warszawska Brygada Inżynieryjno-Saperska - Rathenow;
- 118 Brygada Zabezpieczenia Materiałowego - Ravensbrück;
- 178 pułk śmigłowców - Damendorf;
- 440 pułk śmigłowców - Damendorf;
- 250 pułk radiotechniczny - Stendal;
- 69 pułk pontonowo-mostowy - Rathenow;
- 5 Gwardyjski Dęblińsko-Pomorski pułk łączności - Ravensbrück.
- 1340 Stanowisko Dowodzenia Obrony Przeciwlotniczej - Furstenberg;
- 1185 batalion desantowo-szturmowy - Ravensbrück
- 240 batalion ochrony - Furstenberg;
- 9 eskadra śmigłowców - Nojerupin;
- eskadra Bezzałogowych Statków Powietrznych - Parhim;
- 52 batalion radiotechniczny - Ravensbrück;
- 702 Centrum Rozpoznania Radioelektronicznego - Disdorf;
- 908 batalion WRE - Wullkow;
- 836 batalion radioliniowy - Gencrode;
- 480 batalion inżynieryjno-saperski - Rathenow;
- 52 batalion rozpoznania chemicznego - Rathenow;
- 68 batalion transportowy - Furstenberg;
- 297 batalion remontowy - Furstenberg;
- 310 batalion remontowy - Furstenberg;
- 527 kompania SpecNaz - Stendal.